# Jett Lawrence
Jettson Lawrence, conegut com a Jett Lawrence   (Landsborough, 7 d'agost de 2003), és un pilot professional de motocròs australià que competeix als Campionats AMA des del 2019. A data del 2024 n'havia guanyat tres títols de motocròs i tres de supercross. El seu germà gran, Hunter, és també un reeixit pilot professional de motocròs.

## Biografia
De petit, Jett Lawrence es va traslladar a Europa amb la seva família per a competir en motocròs internacional. El 2014, a dotze anys, va guanyar el campionat del món júnior de 65cc a Bèlgica amb una KTM. El 2016 va participar al campionat d'Alemanya i al d'Europa de 85cc. Dos anys més tard, quan en tenia 14, va passar al campionat d'Europa de 250cc i en va guanyar la darrera ronda de la temporada. Tot seguit, la família Lawrence es va traslladar als Estats Units, on Jett va entrar a l'equip amateur Factory Connection.
El 2019, a setze anys, Lawrence va fer el seu debut professional en supercross a la ronda d'Unadilla. Després de la seva primera temporada completa als campionats AMA de supercross i motocròs, el 2020, va obtenir el títol de Rookie of the Year. El 2021, tant ell com el seu germà Hunter van entrar a l'equip de fàbrica d'Honda (Honda HRC), on disposaren de sengles Honda CRF250R i els va entrenar Johnny O'Mara. Jett acabà tercer al campionat de supercross de 250cc (Regió Est) i va guanyar el de motocròs a només divuit anys.
El 2022, Lawrence es va lesionar i no va poder competir al campionat de supercross de 250cc de la regió oest, però, un cop recuperat, va guanyar el de la regió est i, a l'estiu, el de motocròs de la mateixa cilindrada. L'any següent, 2023, va començar guanyant el campionat de supercross de 250cc de la regió oest. Tot seguit va passar a la categoria reina, 450cc, i a l'estiu en va guanyar el campionat de motocròs.

## Xarxes socials
Molt actiu a les xarxes socials, ha creat la seva pròpia marca de dònuts, "Jettson", que distribueix des del seu web comercial.

## Palmarès
A 1 de desembre de 2024

### Títols per any
| Any  | Equip | Campionat            | Classe       |
| ---- | ----- | -------------------- | ------------ |
| 2014 | KTM   | FIM Junior Motocross | 65cc         |
|      |       |                      |              |
| 2021 | Honda | AMA Motocross        | 250cc        |
| 2022 | Honda | AMA Supercross       | 250cc (East) |
| 2022 | Honda | AMA Motocross        | 250cc        |
| 2023 | Honda | AMA Supercross       | 250cc (West) |
| 2023 | Honda | AMA Motocross        | 450cc        |
| 2024 | Honda | AMA Supercross       | 450cc        |
| 2024 | Honda | MXoN                 | -            |

### Resum
- 3 Campionats AMA de motocròs (1 x 450cc, 2 x 250cc)
- 3 Campionats AMA de Supercross (1 x 450cc, 2 x 250cc)
- 1 Campionat del Món de motocròs Júnior 65cc
- 1 victòria al MXoN

### Resultats per any als campionats AMA
(Llegenda)
| Any Campionat | Rda 1 | Rda 2 | Rda 3 | Rda 4 | Rda 5 | Rda 6 | Rda 7 | Rda 8 | Rda 9 | Rda 10 | Rda 11 | Rda 12 | Rda 13 | Rda 14 | Rda 15 | Rda 16 | Rda 17 | Posició mitjana | % Podis | Posició |
| ------------- | ----- | ----- | ----- | ----- | ----- | ----- | ----- | ----- | ----- | ------ | ------ | ------ | ------ | ------ | ------ | ------ | ------ | --------------- | ------- | ------- |
| 2020 250 MX   | 6     | 34    | 5     | 6     | 6     | 4     | 4     | 6     | 1     | -      | -      | -      | -      | -      | -      | -      | -      | 8,00            | 11%     | 4t      |
| 2021 250 SX-E | 6     | 1     | 3     | 4     | DNS   | 5     | 1     | -     | -     | -      | -      | -      | -      | -      | -      | 2      | 1      | 2,87            | 62%     | 3r      |
| 2021 250 MX   | 1     | 2     | 2     | 3     | 6     | 4     | 4     | 1     | 2     | 1      | 1      | 5      | -      | -      | -      | -      | -      | 2,66            | 66%     | 1r      |
| 2022 250 SX-E | -     | -     | -     | -     | -     | -     | 1     | 3     | 1     | 1      | 1      | -      | 2      | 3      | 2      | -      | OUT    | 1,75            | 100%    | 1r      |
| 2022 250 MX   | 1     | 1     | 1     | 1     | 9     | 1     | 1     | 1     | 4     | 3      | 1      | 1      | -      | -      | -      | -      | -      | 2,08            | 83%     | 1r      |
| 2023 250 SX-W | 1     | 1     | 1     | 2     | -     | -     | -     | -     | -     | -      | 1      | 1      | -      | 2      | -      | 3      | 1      | 1,44            | 100%    | 1r      |
| 2023 450 MX   | 1     | 1     | 1     | 1     | 1     | 1     | 1     | 1     | 1     | 1      | 1      | -      | -      | -      | -      | -      | -      | 1,00            | 100%    | 1r      |
| 2024 450 SX   | 1     | 9     | 4     | 6     | 1     | 3     | 4     | 1     | 1     | 1      | 3      | 8      | 5      | 1      | 1      | 1      | 7      | 3,35            | 59%     | 1r      |
| 2024 450 MX   | 1     | 12    | 1     | 1     | 1     | OUT   | OUT   | OUT   | OUT   | OUT    | OUT    | -      | -      | -      | -      | -      | -      | 3,20            | 80%     | 9è      |

Notes
La temporada de motocròs AMA (MX) és de 12 rondes, però a partir del 2023 en són 11; la temporada de supercross AMA (SX) és de 17 rondes, l'est i l'oest a la classe 250 solen dividir els esdeveniments amb uns quants enfrontaments on ambdues subdivisions es combinen i poden competir entre elles.
1. ↑  Lawrence va patir diversos accidents, inclòs un de gros en una cursa de classificació. Tot i que es va alinear per a la LCQ i va guanyar, va optar per no començar la prova principal pel dolor a l'espatlla dreta. Va tornar a la ronda següent.
2. ↑  Lawrence no va guanyar tres curses seguides en començar la temporada SX-West 2023. La segona ronda de la sèrie SX (SMX) de 2023 (Oakland, CA) es va reprogramar per a tenir lloc després de la sisena ronda a causa d'una inundació; tanmateix, encara apareix classificada com a segona ronda.